# Raphaël Glucksmann

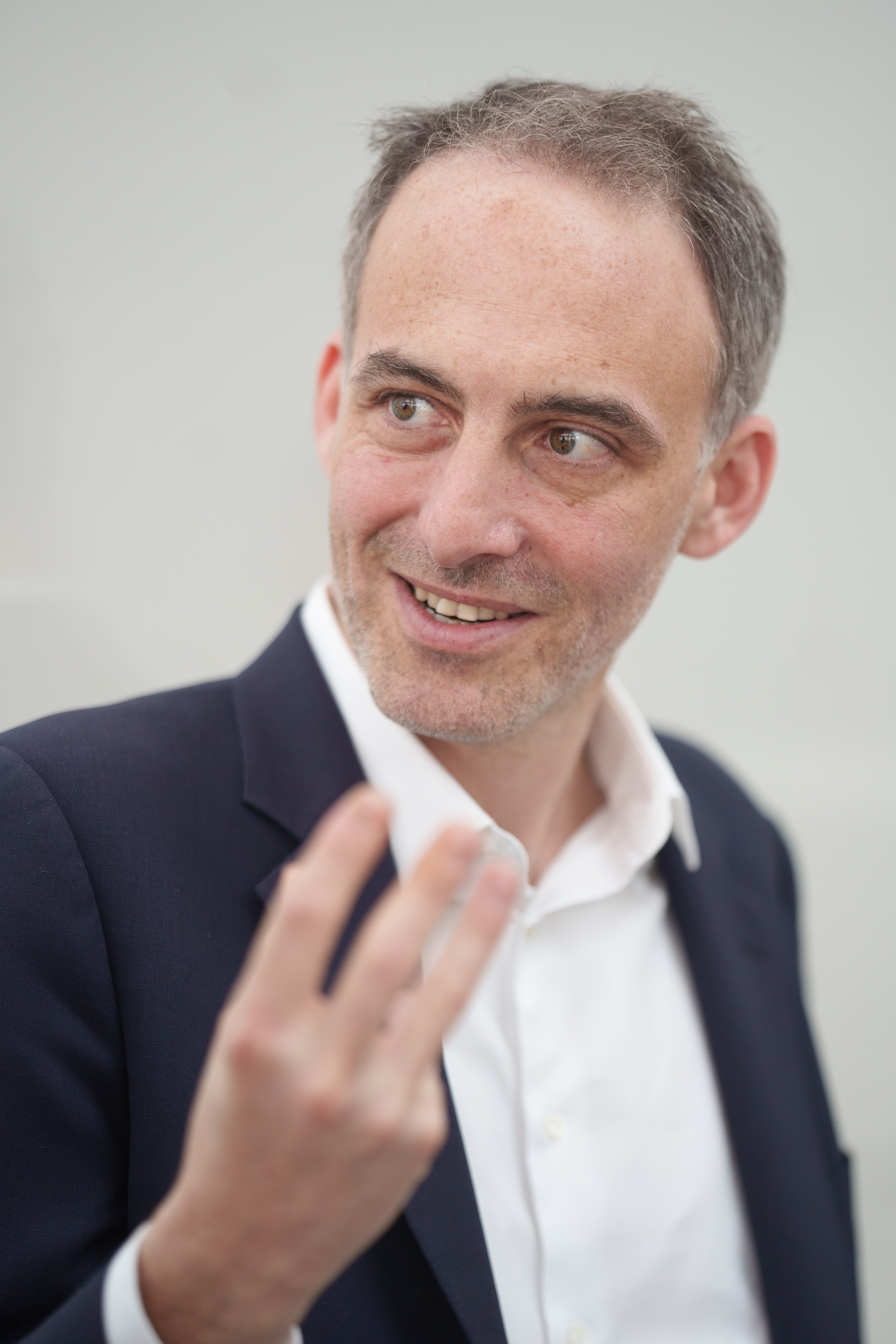
Raphaël Glucksmann in 2024

Raphaël Glucksmann (Boulogne-Billancourt, 15 oktober 1979) is een Frans politicus en essayist. Sinds 2019 is hij Europarlementariër namens zijn eigen partij Place Publique.

## Biografie
Raphaël Glucksmann is een zoon van de Franse filosoof André Glucksmann. Hij studeerde aan het Sciences Po en schreef hij net zoals zijn vader voor het tijdschrift Le Meilleur des mondes. Later werd hij hoofdredacteur bij Nouveau Magazine littéraire en was hij een adviseur van Micheil Saakasjvili. In 2009 trouwde Glucksmann met de Georgische politica Eka Zgoeladze en kreeg samen met haar een kind.
Politiek gezien flirtte Glucksmann in 2006 met de partij Liberal Alternative. In 2018 richtte hij zijn eigen politieke partij op, Place Publique. Een jaar later werd hij lijsttrekker van een gezamenlijke lijst van zijn partij met de Parti socialiste en Nouvelle donne. In het Europese parlement maakte hij zich sterk voor het lot van de Oeigoeren in China en slaagde erin enkele modemerken ervan te overtuigen hun samenwerking met Xinjiang te beëindigen. In maart 2024 riep The Parliament Magazine Glucksmann uit tot een van de "Rising Stars" van het parlement.
Glucksmann was voor de Europese Parlementsverkiezingen van 2024 eveneens de lijsttrekker van de gezamenlijke lijst van de PP en PS. Bij de verkiezingen van dat jaar wist hij meer stemmen binnen te halen dan vijf jaar eerder.

## Publicaties
- 2008 - Je vous parle de liberté, met Micheil Saakasjvili
- 2008 - Mai 68 expliqué à Nicolas Sarkozy, met André Glucksmann
- 2015 - Génération gueule de bois, Manuel de lutte contre les réacs
- 2016 - Notre France. Dire et aimer ce que nous sommes
- 2018 - Les Enfants du vide. De l'impasse individualiste au réveil citoyen
- 2021 - Lettre à la génération qui va tout changer